# 9902 Kirkpatrick
9902 Kirkpatrick è un asteroide della fascia principale. Scoperto nel 1997, presenta un'orbita caratterizzata da un semiasse maggiore pari a 2,2106856 UA e da un'eccentricità di 0,0826094, inclinata di 5,31669° rispetto all'eclittica.